# Lei Sheng
Lei Sheng (Tianjin, 7 de março de 1984) é um esgrimista profissional chinês, campeão olímpico.

## Carreira
Lei Sheng representou seu país nos Jogos Olímpicos de Verão de 2008 e 2012. Conquistou a medalha de ouro no florete individual em 2012.

## Rio 2016
Não repetiu o mesmo feito caindo na segunda fase para o francês Erwann Le Péchoux.